# Fortín Teniente Agripino Enciso
Fortín Teniente Agripino Enciso (anteriormente conocido como Siracua) es una localidad paraguaya del Departamento de Boquerón, ubicada en el kilómetro 667 de la ruta PY09 "Transchaco", a unos 669 km de Asunción.
Administrativamente forma parte del distrito de Mariscal Estigarribia, ubicado a unos 144 km de distancia.

## Toponimia
Su nombre es en honor a Agripino Enciso, destacado militar paraguayo durante la Guerra del Chaco (1932 - 1935).

## Historia
Desde 1905 Bolivia empezó a ocupar de forma discreta el Chaco Boreal, que en ese tiempo se encontraba en disputa con Paraguay, por lo que ambos países comenzaron a fundar pequeños fuertes militares conocidos como "fortines" a lo largo del territorio. 
En 1931 los bolivianos abrieron caminos desde Carandaity para comunicar sus fortines más importantes de la zona: Algodonal, Yrendagüé, Siracua, Picuiba, La Faye, Garrapatal, Camacho, etc. Por lo que el Fortín Siracua fue originalmente un puesto militar boliviano, ubicado en el camino entre otros fortines más importantes.
Entre 1932 y 1935 sucedió la Guerra del Chaco entre Paraguay y Bolivia. Dentro de ese contexto, el 1 de abril de 1934 el Fortín Siracua fue capturado por soldados del ejército paraguayo. 
En 1938 se firmó el Tratado de paz, amistad y límites entre Paraguay y Bolivia, y el Fortín Siracua quedó dentro del territorio paraguayo. Posteriormente el lugar fue renombrado como "Fortín Teniente Agripino Enciso".

## Demografía
En la actualidad la localidad cuenta con unos 80 habitantes aproximadamente, siendo la mayoría de ellos personal militar e indígenas de la etnia guaraní occidental.

## Turismo
El principal atractivo turístico de la localidad es el Parque Nacional Teniente Agripino Enciso que cuenta con unas 40.000 hectáreas y mucha naturaleza salvaje típica del Chaco Paraguayo.